# 澳門公園
澳門公園是指位於澳門特別行政區內之公園。
昔日澳門的住宅很多都利用庭園種植花木，路旁樹木以榕樹為多，故曾有“榕城”之稱。但隨著澳門城市化和建築業蓬勃發展，大多住宅庭園都拆卸重建，市內的樹木漸趨少見。有見及此，政府設立綠化區，並利用澳門七個山丘、馬路、廣場和改建地方用途等方式闢設花圃和公園。政府更利用郊野地區開闢健步徑和郊野公園等，讓市民可在綠化環境中進行文娛活動，同時可以接觸大自然。

## 外部連結
- 澳門自然網：郊野公園
- 澳門自然網：公園及花園